# Escharoides excavata
Escharoides excavata är en mossdjursart som först beskrevs av William MacGillivray 1860.  Escharoides excavata ingår i släktet Escharoides och familjen Exochellidae. Inga underarter finns listade i Catalogue of Life.